# Xestia verniloides
Xestia verniloides är en fjärilsart som beskrevs av Lafontaine 1998. Xestia verniloides ingår i släktet Xestia och familjen nattflyn. Inga underarter finns listade i Catalogue of Life.